# Paris Sevens

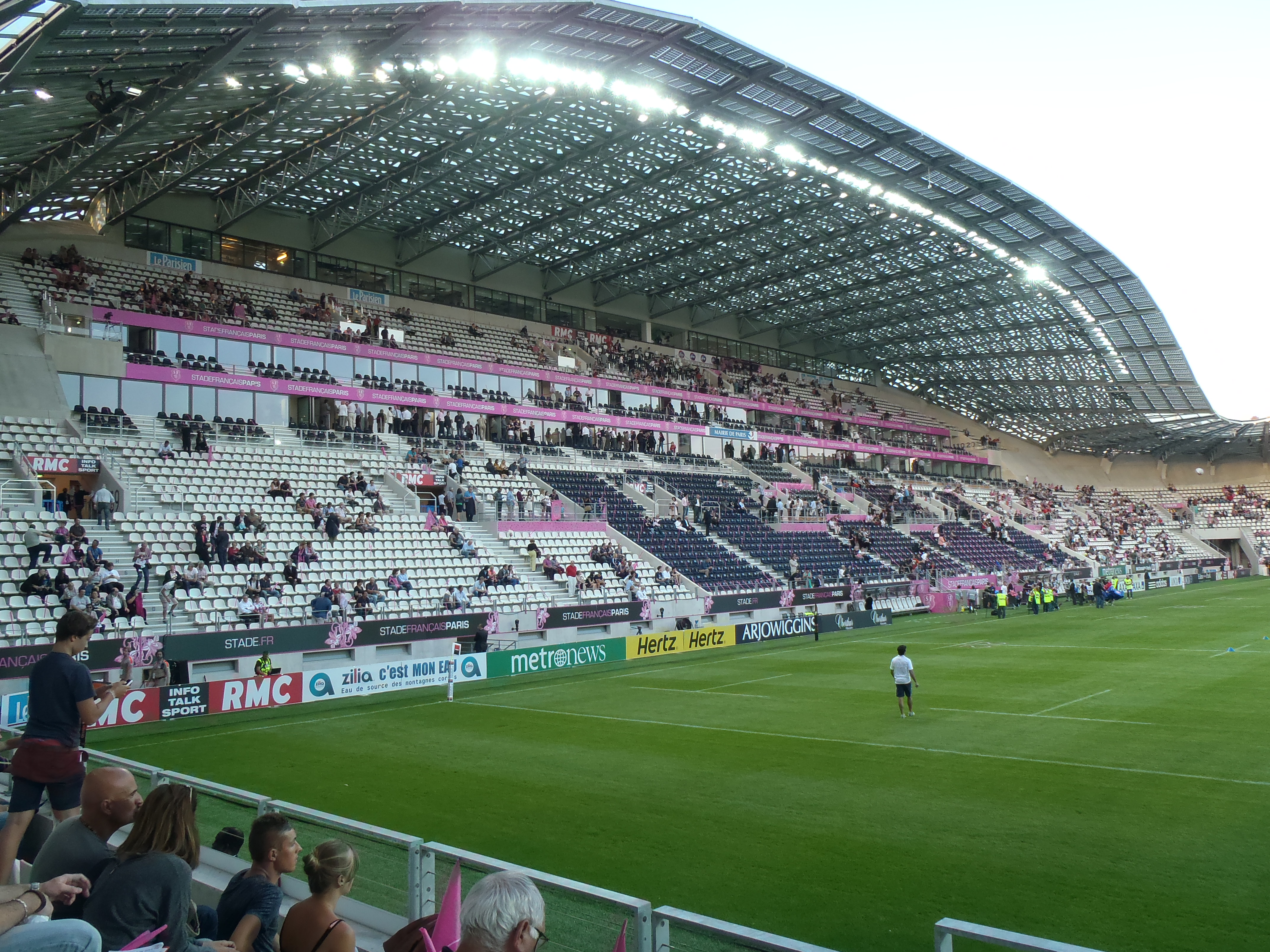

Il France Sevens (anche Paris Sevens dalla sua sede abituale a Parigi) è un torneo annuale di rugby a 7 che si svolge allo Stadio Ernest Wallon di Tolosa, in Francia, come parte delle World Rugby Sevens Series.
Inaugurato nel 1996, venne inizialmente disputato per 5 edizioni fino al 2000. Tornò per tre stagioni a partire dal 2004, per essere poi rimpiazzato dall'Edinburgh Sevens fino alla stagione 2014-15. Nel 2016, a distanza di dieci anni, è stato nuovamente incluso all'interno del circuito delle Series.

## Finali
| Anno          | Finale di Cup | Finale di Cup | Finale di Cup | Finale Plate            |
| Anno          | Vincitore     | Punteggio     | Finalista     | Vincitore               |
| ------------- | ------------- | ------------- | ------------- | ----------------------- |
| 1996 Dettagli | Figi          | 38 – 19       | Nuova Zelanda | Romania                 |
| 1997 Dettagli | Figi          | 13 – 7        | Nuova Zelanda | Barbarians francesi     |
| 1998 Dettagli | Australia     | 33 - 26       | Nuova Zelanda | Barbarians sudamericani |
| 1999 Dettagli | Nuova Zelanda | 36 - 26       | Francia       | Barbarians francesi     |
| 2000 Dettagli | Nuova Zelanda | 69 - 10       | Sudafrica     | Figi                    |
| 2004 Dettagli | Nuova Zelanda | 28 - 19       | Inghilterra   | Argentina               |
| 2005 Dettagli | Francia       | 28 - 19       | Figi          | Sudafrica               |
| 2006 Dettagli | Sudafrica     | 33 - 12       | Samoa         | Figi                    |
| 2016 Dettagli | Samoa         | 29 - 26       | Figi          | Sudafrica               |
| 2017 Dettagli | Sudafrica     | 15 - 5        | Scozia        |                         |
| 2018 Dettagli | Sudafrica     | 24 - 14       | Inghilterra   |                         |
| 2019 Dettagli | Figi          | 35 - 24       | Nuova Zelanda |                         |
| 2022 Dettagli | Figi          | 29 - 17       | Irlanda       |                         |